# Células polares
No início do desenvolvimento da Drosophila, as primeiras 13 células que passam pela mitose são divisões nucleares (cariocinese) sem citocinese, resultando em uma célula multinucleada (geralmente referida como sincício, mas estritamente um cenócito). As células polares são as células que se formam nas extremidades polares do ovo de Drosophila, que iniciam as células germinativas adultas. O plasma polar dá início ao desenvolvimento das células polares, bem como restaura a fertilização, mesmo se anteriormente a célula era estéril.

## Formação
Durante o início do desenvolvimento da Drosophila, o plasma polar se reúne no pólo posterior do embrião da Drosophila, permitindo a determinação do padrão abdominal. No final da oogênese, as organelas polares, que são grânulos eletronegativos, se encontram no polo plasmático. Em seu amadurecimento, o plasma polar permanece como grânulos polares durante o desenvolvimento de células germinativas, que se desenvolvem em células germinativas adultas. A atividade da serina protease ocorre menos de 2 horas após o brotamento das células polares do plasma polar e termina pouco antes do movimento das células polares via gastrulação. A padronização das células polares é determinada pela ativação de Oskar, que atua na determinação dos segmentos de padronização corporal. As células polares iniciam sua migração em um aglomerado no primórdio do intestino médio. Para chegar ao seu destino final, as células polares devem migrar através da parede epitelial. Sabe-se que as células migram através da parede epitelial, mas pouco se sabe sobre os mecanismos utilizados para isso.